# Veitskirche (Waldenbuch)

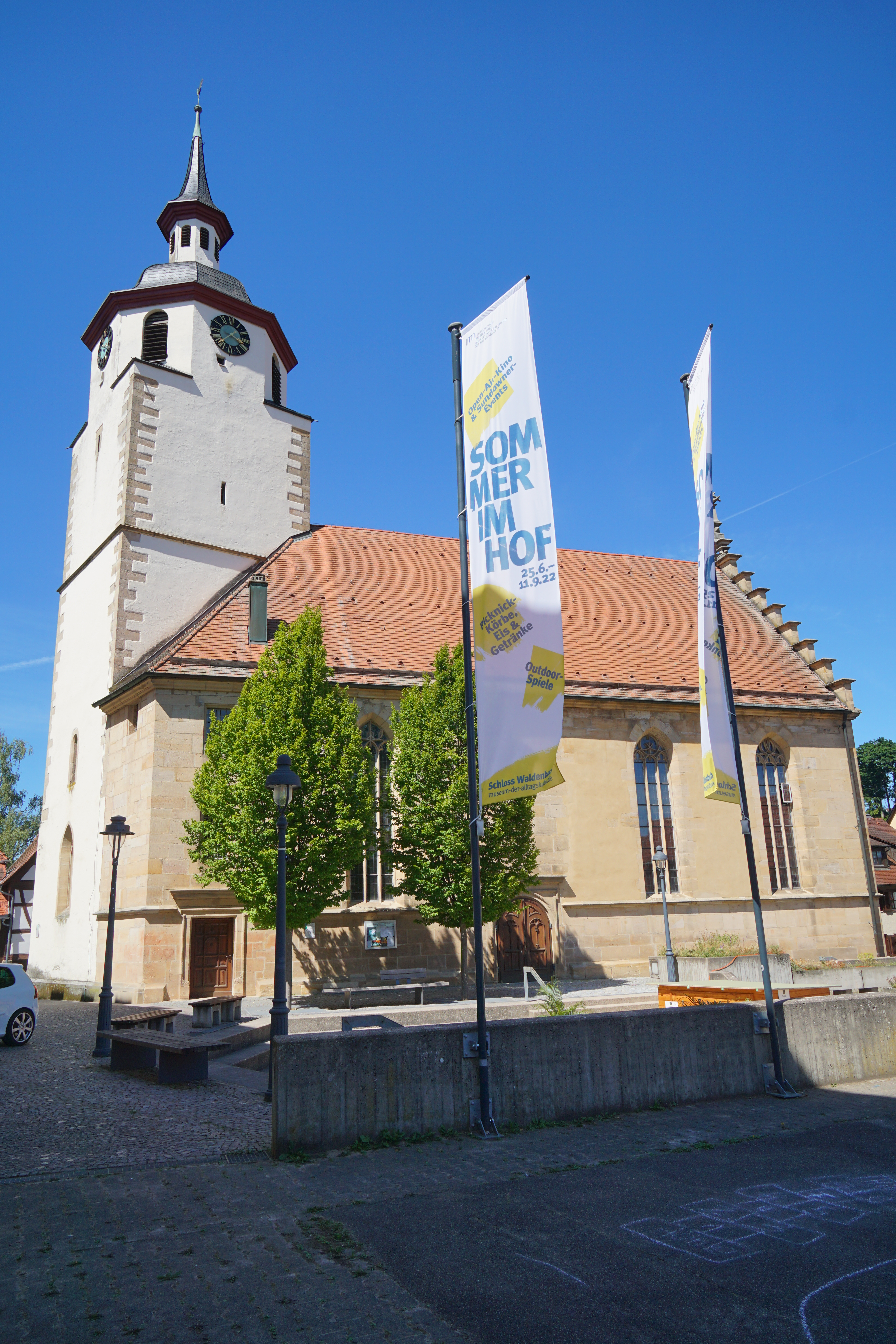
Veitskirche in Waldenbuch

Die evangelische Veitskirche ist die Stadtkirche von Waldenbuch, einer Kleinstadt im Landkreis Böblingen in Baden-Württemberg. Das Bauwerk ist beim Landesamt für Denkmalpflege Baden-Württemberg als Baudenkmal eingetragen. Die Kirchengemeinde gehört zum Kirchenbezirk Böblingen der Evangelischen Landeskirche in Württemberg.

## Beschreibung
Die manieristische Predigtkirche entstand 1605/07 im Zuge der Erweiterung des benachbarten Schlosses nach Plänen von Elias Gunzenhäuser als Quersaal, wobei das Kirchenschiff des gotischen Vorgängerbaus im Westen des erhaltenen Chorturms abgebrochen wurde. Die alten Maßwerkfenster fanden beim Neubau eine neue Verwendung. Als Reaktion auf die Aufstockung des Schlosses wurde der Chorturm 1702/07 um ein achteckiges Glockengeschoss für den Glockenstuhl und die Turmuhr erhöht. Den Abschluss des Turms bildet die von einer Laterne gekrönte Glockenhaube. Die mit einem Staffelgiebel versehene Fassade im Osten enthält das von einem Sprenggiebel bedeckte Portal mit einer darüber liegenden, von Walter Kohler 1934 gestalteten Fensterrose.
Zur Kirchenausstattung gehört ein steinerner Altar von 1864/67, der frei im Osten steht. Das Kirchengestühl und die dreiseitigen Emporen sind auf die Kanzel von 1607 an der Nordwand ausgerichtet. 
Die Orgel wurde 1760 von Johann Carl Sigmund Haussdörffer gebaut. 1933/34 wurden die Metallpfeifen durch die Manufaktur Orgelbau Friedrich Weigle erneuert. 1971 restaurierte das Unternehmen des Orgelbauers Richard Rensch das Instrument denkmalsgerecht. Es verfügt über 23 Register auf zwei Manualen und Pedal.